# Liga BVIFA 2019-20
La Liga BVIFA 2019-20 fue la edición número 10 del Campeonato de fútbol de las Islas Vírgenes Británicas.
La temporada comenzó el 13 de octubre de 2019 y finalizó el 13 de diciembre de 2020.
El 19 de marzo de 2020 la liga fue suspendida debido a la pandemia de COVID-19, pero retornó el 26 de julio de 2020.

## Clasificación
| Pos. | Equipo              | Pts. | PJ | G  | E | P  | GF | GC | Dif. | Clasificación 2019-20                                        |
| ---- | ------------------- | ---- | -- | -- | - | -- | -- | -- | ---- | ------------------------------------------------------------ |
| 1    | Islanders FC        | 47   | 19 | 15 | 2 | 2  | 45 | 16 | +29  | Campeón y clasificado al CONCACAF Caribbean Club Shield 2021 |
| 2    | Wolues FC           | 42   | 19 | 13 | 3 | 3  | 53 | 21 | +32  |                                                              |
| 3    | Sugar Boys FC       | 35   | 19 | 11 | 2 | 6  | 45 | 21 | +24  |                                                              |
| 4    | Panthers FC         | 29   | 19 | 9  | 2 | 8  | 43 | 37 | +6   |                                                              |
| 5    | One Caribbean       | 29   | 19 | 9  | 2 | 8  | 44 | 42 | +2   |                                                              |
| 6    | Lion Heart FC       | 25   | 19 | 6  | 7 | 6  | 32 | 31 | +1   |                                                              |
| 7    | One Love United FC  | 21   | 19 | 6  | 3 | 10 | 31 | 39 | −8   |                                                              |
| 8    | Virgin Gorda United | 20   | 19 | 5  | 5 | 9  | 25 | 31 | −6   |                                                              |
| 9    | Rebels FC           | 19   | 19 | 6  | 1 | 12 | 32 | 53 | −21  |                                                              |
| 10   | Old Madrid FC       | 18   | 19 | 5  | 3 | 11 | 43 | 48 | −5   |                                                              |
| 11   | FC Sea Argo         | 0    | 10 | 0  | 0 | 10 | 1  | 55 | −54  | Se retiró                                                    |

Actualizado a los partidos jugados el 13 de diciembre de 2020.
 Fuente: GSA